# Optimus Telecomunicações
Optimus (denominado Optimus Telecomunicações) foi uma operadora de telecomunicações móveis portuguesa e marca de telecomunicações, sendo portadora de licenças de utilização GSM e UMTS, é gerida a 100% pela Optimus (hoje NOS Comunicações). Constituída no final de 1997 como Optimus Telecomunicações, S.A., iniciou as suas operações no sistema GSM em 15 de Setembro de 1998 e foi encerrado em 2014.
Em 2010 o Clix passou a chamar-se Optimus Clix, a operadora de telecomunicações Portugal que foi a pioneiras dos canais de televisão, inculindo crianças nos canais infantis (Canal Panda, JimJam, Disney Channel, etc.:)
Em agosto de 2013 a sua fusão com a ZON Multimédia deu origem á ZON OPTIMUS, denominada desde Maio de 2014, NOS.

## História

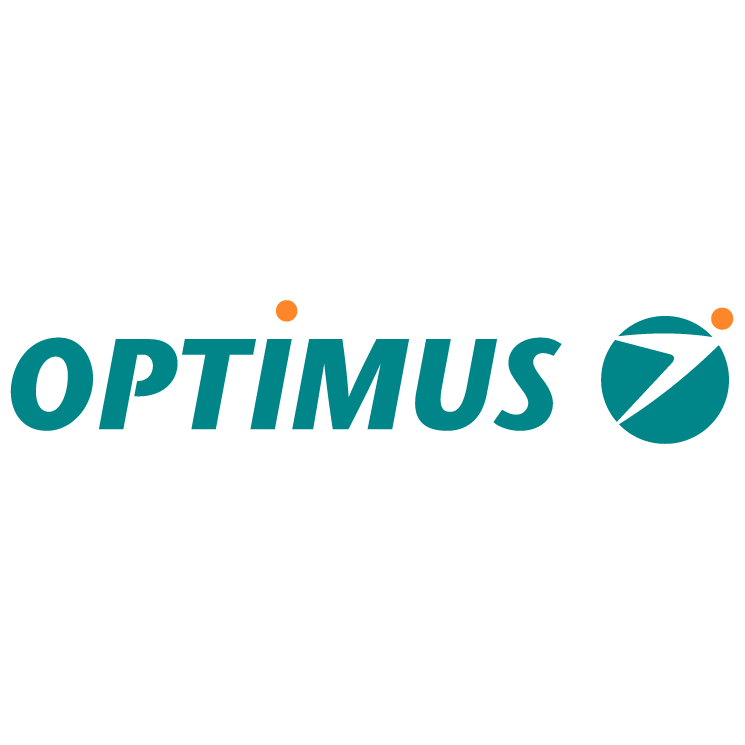
Logo usado desde 1998 até 2004

### 1998
A Optimus nasceu da união de empresas que integram grupos económicos nacionais e internacionais, do qual faz parte o Grupo Sonae, o maior acionista da operadora e, na altura do seu lançamento, a France Telecom (atual Orange S.A.).
Começou a operar em 15 de Setembro de 1998, juntando-se aos outros operadores, MEO (anteriormente TMN) e Vodafone. Esse início de operações foi sucedido por uma intensiva campanha publicitária. A forma encontrada pela empresa para atrair os clientes foi criar o estatuto de Pioneiros, onde os clientes pre-registados poderiam fazer chamadas de baixo custo, 5 escudos (€ 0,025) por minuto para clientes da Optimus.

### 1999
O prefixo da Optimus, que no início era 0933, mudou para apenas 93, seguindo o novo sistema de numeração do país. Ao prefixo acrescenta-se o número do cliente, sete dígitos, formando assim um número único com nove dígitos.

### 2000
A Optimus (hoje NOS) lançou o serviço de Difusão Celular passando a disponibilizar um conjunto de informações sobre o Euro 2000, que permitia acompanhar, através do telemóvel, o desenrolar do campeonato de futebol. Este serviço permitia seguir a evolução dos jogos em tempo real, através de uma permanente actualização dos resultados. A informação disponível também se estendia à classificação das diversas equipas, incluindo pontuação, número de jogos realizados, empates, vitórias, derrotas e golos marcados e sofridos, para além das principais notícias relativas à selecção nacional.
No mesmo ano a empresa ganhou uma das quatro licenças para UMTS (Universal Mobile Telecommunications System).

### 2004
A Optimus muda a sua imagem, trocando o azul pelo laranja. Esta mudança criou rumores de que poderia estar em preparação uma mudança de marca para Orange, o que não se concretizou. Em 15 de Novembro, a Optimus, juntamente com a Novis (que faz igualmente parte do Sonaecom SGPS), lançou um novo serviço de telefone de rede fixa intitulado Optimus Home. Tendo como objectivo fazer concorrência à PT (hoje Altice) (que dominava o mercado das telecomunicações fixas) foi criado um serviço telefónico sem assinatura mensal, inédito a nível mundial. Tornou-se uma alternativa de mercado para os lares ligados a redes fixas de comunicação, com uma proposta de valor bastante atractivo, de tal forma que, após um ano de comercialização, cerca de 100.000 famílias já não pagavam assinatura mensal.

### 2005
É lançado o serviço de Internet sem fios através do GPRS e 3G, com velocidades de downlink acima de 386 kbits/s, com o nome comercial de Kanguru. Este serviço sofreu uma mudança nas suas características em Maio de 2006 com o lançamento do Kanguru Xpress, que utiliza HSDPA. A sua velocidade está acima dos 1.8 Mbits/s.

### 2006
É testado a nível piloto um serviço interactivo de mensagens escrita flash Idle Screen em que participaram 300 clientes, no qual durante o dia recebiam mensagens directamente no display do telemóvel e que poderiam interagir com as mesmas conforme o conteúdo e tema recebido. Serviço com imenso sucesso nos últimos anos em vários operadores em vários países. (No entanto o serviço não chegou a ter continuidade a nível comercial tendo sido descontinuado sem sequer ter sido lançado).

### 2007
A 1 de Novembro é decidida a fusão por incorporação da Optimus Telecomunicações, S.A. (operadora móvel) na Novis Telecom S.A (operadora fixa, que detinha a Clixgest - gestora do Optimus Clix), sendo renomeada de Sonaecom - Serviços de Comunicações, S.A..

### 2008
A 8 de Janeiro é lançada oficialmente a nova imagem da empresa, "desvinculizando-se" assim do boomerang (utilizado nos últimos 10 anos), trocando-o pelo magma, para transmitir uma ideia de organismo vivo, moderno e facilmente moldável. Este acontecimento foi assinalado com uma grande festa no Pavilhão Atlântico em Lisboa: mais de 2800 pessoas, entre colaboradores e convidados, assistiram à revelação da nova imagem, à qual esteve associado um espectáculo de pirotecnia.
Em maio desse mesmo ano foi lançado o tarifário TAG, pioneiro no segmento. Este novo conceito de tarifário permite aos clientes que tenham o mesmo tarifário comunicar gratuitamente entre si, tanto ao nível das chamadas (de voz e de vídeo) como das mensagens (de texto e multimédia). Esta nova abordagem de mercado teve tanto sucesso que fez com que as restantes operadoras criassem conceitos idênticos, tendo assim sido criados os tarifários Vita 91 Extreme e Yorn Power Extravaganza (da Vodafone) e Moche (no MEO).

### 2010
Fusão da Optimus com a Clix, sendo a Optimus a empresa única de telecomunicações da Sonaecom. 
O Optimus Clix, a operadora relançada vai combater com a ZON TV (hoje NOS), MEO, Vodafone e Cabovisão (hoje Nowo).

### 2011
Semelhante a 1998 a Optimus cria o conceito "Pioneiros" desta vez associado ao tarifário TAG, possibilitando assim a todas as adesões realizadas no mês de Maio de 2008 um carregamento mensal obrigatório de €9,99 e todas as tarifas originais do tarifário. Todos os restantes clientes com o tarifário TAG possuem agora um carregamento mensal obrigatório de €12,50.
A Optimus Clix lança um serviço de TV por cabo, que inclui internet e telefone, também conquistou o reconhecimento internacional de "Melhor Serviço ao Cliente" da Europa, Médio Oriente e África, ao vencer os prémios Contact Center World 2011, na categoria "Best in Customer Service - EMEA." A empresa é distinguida nos "APCC Portugal Best Awards 2010" como tendo o melhor serviço ao cliente em Portugal. A Optimus (e também Optimus Clix) mudou de slogan atual ''Do que precisas?'' para "O que nos liga é Optimus"

### 2012
No dia 31 de outubro de 2012, os canais premium infantil Disney Cinemagic e Disney Cinemagic HD por motivos á Optimus Clix que terminou-se a sua emissão, passa a votar ao teu canal Disney exclusivo na Optimus Clix (hoje NOS). 

### 2013
A Optimus Telecomunicações e a ZON Multimédia estiveram em negociações para fundir as duas empresas desde 2012. Em 2013 a entidade reguladora para a Comunicação Social informou a Autoridade da Concorrência de que não se opunha ao negócio, que veio a concretizar-se a juntar-se com a ZON em 2013, formando a ZON Optimus.
Numa manobra arriscada a 31 de Julho de 2013, na véspera da sua fusão da ZON Multimédia, a  Optimus Clix, operadora de serviços de televisão por cabo, tomou a decisão de não cumprir o Decreto Lei 9/2013 que regula a liquidação, a cobrança,o pagamento e a fiscalização das taxas previstas na Lei n.º 55/2012 (de 6 de setembro, que aprova a lei das atividades cinematográficas e audiovisuais) e recusou a pagar as taxas devidas pela empresa ao estado português.

### 2014
A 16 de maio de 2014, a marca Optimus deixará de existir (assim na ZON Multimédia deixará de existir) e nasce a marca NOS, fruto da fusão entre as duas marcas. O Resultado foi depois de 5 meses, quando a TMN passou para o MEO. 
Como parte das atividades durante a mudança para NOS, o site da Optimus deixou de funcionar no dia 16 de maio de 2014, ás 22h00 sendo redirecionado que a ZON TV Cabo Portugal S.A e Optimus Telecomunicações, passam-se a chamar-se NOS Comunicações. O Resultado foi depois da MTV Brasil. 

### 2015
Em setembro de 2015, 1 ano depois de passar a marca NOS, o site Clix foi descontinuado ás 23h30.

#### Mais Historia
História do Optimus (NOS)

## Prémios
A Optimus já foi premiada com três GSM Awards.
- 1999: Best Technical Innovation (Melhor Inovação Tecnológica)
- 2000: Best GSM Service for Customers (Melhor Serviço GSM para Clientes)
- 2001: GSM in the Community (GSM na Comunidade)1

1Prémio dividido com Geocell (Georgia), MTN Networks (Sri Lanka) e Mobitai (Taiwan).

## Tárifários

### 1998
Chamadas a apenas 5$ por minuto, desde o primeiro minuto, para qualquer número Optimus. Foi também o primeiro a introduzir taxação ao segundo após o 1º minuto, juntamente com a redução do carregamento obrigatório para apenas 4000$ (20 €) a cada 2 meses. Este tarifário fez parte da campanha especial de lançamento da operadora, e quer os aderentes quer o tarifário em si foram denominados de "Pioneiros". A campanha de adesão foi um sucesso.

### 2000
O lançamento do primeiro tarifário sem carregamentos obrigatórios. O "Livre", assim se chamava, não necessitava de qualquer carregamento obrigatório ou assinatura mensal. Era tão-só ligar e falar, sem compromissos. As tarifas desta variante eram diferenciadas: para Optimus, rondavam os 0,20 € por minuto; para outras redes, rondavam os 0,60 € por minuto. Atualmente, o tarifário é denominado, quer internamente quer na identificação fornecida ao Cliente, por "Livre Original".
O lançamento do primeiro tarifário sem carregamentos com preços iguais para todas as redes. Subsequente ao lançamento do Livre, surgiu, no dia 12 de Setembro de 2000, o tarifário Livre Total. Este tarifário rompia com todas as barreiras que existiam: até então, quem falasse mais para uma qualquer rede veria mais vantagens em ser cliente dessa mesma rede móvel, uma vez que as tarifas eram mais baixas. Com o lançamento deste tarifário, deixaram de haver tais barreiras. O preço do tarifário era de 59$00 (0,295 €) por minuto, mas quem aderiu até 31 de Outubro beneficiou de um desconto de 10$00 nas tarifas cobradas, passando assim a ser de 49$00 (0,245 €) por minuto, e em todos os minutos, tari período de transição da marca: após ter sido lançado um novo serviço, as SMS, em meados de 2000, o slogan da marca foi alterado de "Falar assim é Optimus" para "Um mundo assim é Optimus", bem como a própria imagem de marca, que passou a ser na cor laranja.

### 2004
Lançamento do primeiro tarifário com mensagens gratuitas Em meados de 2004, a Optimus surpreendeu tudo e todos ao lançar um tarifário com SMS gratuitas: 150 por semana para qualquer rede móvel nacional. O "Boomerang Chat" conjugava também preços reduzidos para Optimus (0,15 € por minuto) e para outras redes (0,32 € por minuto), mediante um carregamento obrigatório de 20 € a cada 2 meses. As mensagens escritas custavam apenas 0,08 €. Algum tempo depois do tarifário ser lançado, a Optimus alterou as caraterísticas do tarifário, passando este a integrar SMS gratuitas apenas para a rede móvel Optimus, alteração que abrangeu quer quem aderiu ao Boomerang Chat Promocional quer quem aderiu ao Boomerang Chat após o período onde fora considerado como Promocional.

### 2008e2009
Lançamento do primeiro tarifário com comunicações na sub-rede a custo zero Em maio de 2008, a Optimus lançou uma oferta que abanou o mercado das telecomunicações, e à qual as duas outras operadoras - TMN e Vodafone - apenas responderam razoavelmente em fevereiro de 2009: o tarifário TAG. Este tarifário conjugou chamadas, SMS, MMS e vídeochamadas a custo zero para clientes que possuíssem o mesmo tarifário (podendo, portanto, falar entre eles gratuitamente) e chamadas para outras redes móveis a apenas 0,20 € por minuto e 0,06 € por mensagem com acesso gratuito ao Messenger da Optimus.
Inicialmente, o tarifário funcionava num sistema de mensalidade, onde o cliente teria de carregar €9,99 que não ficariam em saldo, tendo porém um crédito de €2,50 mensalmente para comunicar para outras redes. Porém, poucos dias depois, a operadora alterou várias condições do tarifário, tendo este convertido os €9,99 de mensalidade em carregamento obrigatório, adicionado chamadas a €0,05 após o primeiro minuto para outros clientes Optimus e mensagens gratuitas para Optimus até um máximo de 1500 SMS por semana, o que, juntamente com uma publicitação massiva, provocou uma enorme adesão ao referido tarifário.
No mesmo mês, Vodafone e TMN responderam com os tarifários Moche, no caso da TMN, e Extreme e Extravaganza no caso da Vodafone, mas tais tarifários eram de mensalidade e assim permanecem até aos dias de hoje, tendo apenas sido criada uma variante de carregamentos em fevereiro de 2009, com notórias diferenças para o concorrente Tag a nível de custos em chamadas e mensagens para outras redes e carregamentos obrigatórios.

## 2010
Fusão da Optimus com a Clix, passando a ser denominada Optimus Clix, a única empresa de telecomunicações da Sonaecom.

## 2011
Semelhante a 1998 a Optimus cria o conceito "Pioneiros" desta vez associado ao tarifário TAG, possibilitando assim a todas as adesões realizadas no mês de Maio de 2008 um carregamento mensal obrigatório de €9,99 e todas as tarifas originais do tarifário. Todos os restantes clientes com o tarifário TAG possuem agora um carregamento mensal obrigatório de €12,50.
A Optimus Clix lança um serviço de TV por cabo, que inclui internet e telefone, também conquistou o reconhecimento internacional de "Melhor Serviço ao Cliente" da Europa, Médio Oriente e África, ao vencer os prémios Contact Center World 2011, na categoria "Best in Customer Service - EMEA." A empresa é distinguida nos "APCC Portugal Best Awards 2010" como tendo o melhor serviço ao cliente em Portugal. A Optimus mudou de assinatura para "O que nos liga é Optimus"

## 2013
A Optimus e a ZON estiveram em negociações para fundir as duas empresas desde 2012. Em 2013 a entidade reguladora para a Comunicação Social informou a Autoridade da Concorrência de que não se opunha ao negócio, que veio a concretizar-se em 2013, formando a ZON Optimus.
Numa manobra arriscada a 31 de Julho de 2013, na véspera da sua fusão com a Zon, a Optimus Clix, operadora de serviços de televisão por cabo, tomou a decisão de não cumprir o Decreto Lei 9/2013 que regula a liquidação, a cobrança,o pagamento e a fiscalização das taxas previstas na Lei n.º 55/2012 (de 6 de setembro, que aprova a lei das atividades cinematográficas e audiovisuais) e recusou a pagar as taxas devidas pela empresa ao estado português.

## 2014
A 16 de maio de 2014, a marca Optimus extingue-se, assim como a ZON e nasce a marca NOS, fruto da fusão entre as duas marcas.

## Clientes
De acordo com a contagem da ANACOM no 3º trimestre de 2011, compreendido entre junho e setembro, existiam mais de 16 milhões de números de telemóvel ativos em Portugal, sendo 3,58 milhões clientes Optimus, correspondentes a 15,4% de quota de mercado, mais 1,4% que no trimestre anterior.

## Clasificação
Na Optimus (hoje NOS) existem várias classificações internas, ou patamares, para os seus clientes, que determinam a exposição a ofertas de duração limitada, as tarifas que possuem e a rapidez e qualidade do apoio a cliente.
Relativamente a tarifários, as classificações são:
- Pioneiros - Todos os clientes que adiram ao tarifário no período de lançamento do mesmo (exemplos: Boomerang Pioneiros, TAG Pioneiros), condição que apenas é adquirida por antiguidade, isto é, quando o cliente já tem bastante tempo de permanência no dito tarifário ou quando este é descontinuado, constituindo qualquer um dos dois motivo para, se houverem alterações ao tarifário, os clientes Pioneiros permanecerem com as mesmas tarifas e o mesmo custo.
- Promocionais - Todos os clientes que adiram ao tarifário num período onde tenha condições específicas e promocionais guardam tal designação.

Todos os clientes que não possuam qualquer uma das duas designações nos tarifários são considerados clientes normais nesse capítulo.
Relativamente a dinheiro gasto com a operadora, as classificações são:
Clientes A - Pós-pagos no geral e clientes com carregamentos frequentes dependendo do tarifário. Nesta categoria também entram alguns tarifários especiais, nomeadamente o tarifário TAG Sonae, por exemplo, e cartões com tarifários ligados a colaboradores da Optimus no geral;
Clientes B - Fazem mais ou menos carregamentos dependendo do tarifário. Dividem-se em B1 e B2, dependendo do tarifário e valores;
Clientes C - Normalmente cartões novos (ainda sem primeiro carregamento) e alguns tarifários livres de carregamentos como o Optimus Pop ou os antigos tarifários ao segundo da Rede4. É importante ressalvar que cartões novos mas com tarifário de colaborador passam diretamente ao nível A.
Clientes melhor classificados têm, por exemplo, maior probabilidade e possibilidade de acederem a ofertas de curta duração e obtêm prioridade no apoio a Clientes relativamente a tempo de espera, obtendo ainda mais qualidade no atendimento, bem como acesso a melhores condições caso decidam renegociar as condições tarifárias que possuam na Optimus.

## Continente Mobile
Em Julho numa parceria entre a Optimus e Continente criou-se uma operadora móvel virtual Continente Mobile no dia 08 julho de 2009[carece de fontes?] Uma chamada de um minuto para qualquer rede custava 12 cêntimos, um SMS custa 10 cêntimos.O pacote oferecia 50% nos seguintes telemoveis: Samsung E1070 por 39,90Euro, Nokia 1680 por 49,90Euro, LG KP100 por 24,90Euro, Nokia 5130 Xpress Music por 89,90Euro, Sony Ericsson W580i - Hello Kitty por 109,90Euro, LG Cookie por 129,90Euro e finalmente o Nokia E71 pelo preço de 354,90Euro. O desconto é limitado à compra de um máximo de 5 telemóveis com 50% de desconto, por cada cartão cliente Continente ou Modelo.

## Cobertura
A cobertura móvel da NOS é a mesma que a Optimus.
A NOS cobre atualmente cerca de 98% da área territorial do país. No entanto, a cobertura tem algumas falhas de handover na região de Lisboa. Nas ilhas, a operadora tem fraca cobertura no Arquipélago dos Açores e satisfatória no Arquipélago da Madeira.
Algumas zonas de Portugal Continental, especialmente no interior, apenas possuem cobertura da rede móvel NOS, sendo inexistente ou insuficiente a cobertura do MEO e da Vodafone nessas zonas.